# Lingua sildava
(Ottokar IV nello Scettro di Ottokar)
La lingua sildava, o più propriamente syldava (nome nativo: зйлдав?, traslitterato: Zyldaw; AFI: /zɪlˈdav/), è una lingua germanica occidentale fittizia creata dal fumettista belga Hergé per gli albi Lo scettro di Ottokar, Obiettivo Luna, Uomini sulla Luna e L'affare Girasole, appartenenti alle Avventure di Tintin.
Parlata nella regione immaginaria della Syldavia, è stata impiegata per la prima volta nel 1939 nel racconto Lo scettro di Ottokar. È basata sul tedesco con grandi influenze della lingua olandese e del russo. Come il serbo, impiega indifferentemente l'alfabeto latino e quello cirillico.

## Storia

### Storia esterna
Il sildavo fu concepito nel 1939 dal fumettista belga Hergé per la storia Lo scettro di Ottokar, ottavo albo delle Avventure di Tintin. Per il vocabolario della lingua e per la grammatica si ispirò al marols, variante del brabantino parlata a Bruxelles che aveva imparato da giovane grazie alla nonna materna, cui aggiunse molte «s» e «z», per rendere il tutto più simile a una lingua slava. Vista l'inesistenza di una grammatica, l'intero corpus è stato analizzato e ricostruito dal glottoteta statunitense Mark Rosenfelder, creatore del verduriano.

### Storia interna
Il sildavo iniziò a svilupparsi a partire dal X secolo, presumibilmente da un ramo del medio alto-tedesco. Di questa lingua, infatti, ha conservato gran parte del sistema vocalico, della morfologia e della sintassi. Nei secoli ha subito, d'altra parte, l'influenza delle lingue slave (dalle quali deriva parte del vocabolario del sildavo moderno), del turco (durante la dominazione ottomana) e del francese.

## Caratteristiche
Islandese
     Faroese
     Norvegese
     Danese
     Svedese
     Scozzese
     Inglese
     Frisone
     Olandese
     Tedesco

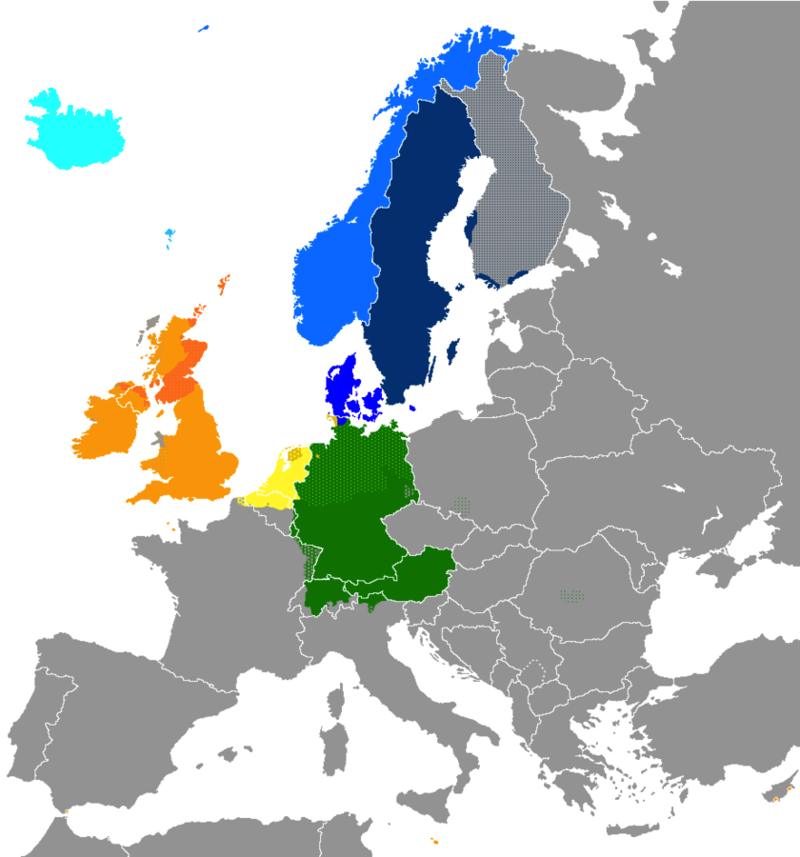
Le lingue germaniche in Europa.
Lingue germaniche settentrionali:
Islandese
Faroese
Norvegese
Danese
Svedese
Lingue germaniche occidentali:
Scozzese
Inglese
Frisone
Olandese
Tedesco

Nelle Avventure di Tintin, il sildavo, a causa dell'ortografia, sembra una lingua slava: vengono infatti adoperati, come nel serbo, sia l'alfabeto cirillico sia quello latino, con l'influsso di quello polacco. Tuttavia, il sildavo presenta una grammatica simile a quella tedesca e olandese, mentre vi sono alcuni vocaboli presi dalle lingue slave, turche e romanze.

### Influenze di altre lingue

#### Lingue germaniche occidentali
| Sildavo | IPA       | Protogerm. | Tedesco | Olandese | Inglese | Traduzione |
| ------- | --------- | ---------- | ------- | -------- | ------- | ---------- |
| ek      | /ek/      | ekan       | ich     | ik       | I       | io         |
| bûthsz  | /bʊtʰʃ/   | baita-     | Boot    | boot     | boat    | barca      |
| kzommen | /ˈksomen/ | kwemanan   | kommen  | komen    | to come | venire     |
| güdd    | /ɡyd/     | γōðaz      | gut     | goed     | good    | buono      |
| döszt   | /døʃt/    | thurs-     | durst   | dorst    | third   | terzo      |

#### Lingue slave
| Sildavo | IPA    | Russo               | Polacco | Ceco    | Traduzione |
| ------- | ------ | ------------------- | ------- | ------- | ---------- |
| muskh   | /musx/ | мужество (múžestvo) | męstwo  | odavaha | coraggio   |
| kar     | /kar/  | король (koról')     | król    | král    | re         |
| kzou    | /ksou̯/ | корова (koróva)     | krowa   | kráva   | mucca      |

#### Lingua francese
| Sildavo | IPA      | Francese | Traduzione |
| ------- | -------- | -------- | ---------- |
| karrö   | /karø/   | carreau  | pavimento  |
| klebcz  | /klebt͡ʃ/ | clebs    | cane       |
| pir     | /pir/    | père     | padre      |
| zsalu   | /ʒaˈlu/  | salut    | ciao       |
| bick    | /bik/    | bique    | malvagio   |

### Differenze rispetto al medio alto-tedesco
- Fusione degli articoli determinativi maschili e femminili (dër/die → dze).
- Caduta del suffisso -r e palatizzazione di d davanti a e, ä, ö, œ negli articoli determinativi (dër → dze).
- Trasformazione di î in ei/ej (mîn → mejn).

## Fonologia
La fonologia è basata principalmente sulla lingua olandese e sul russo.

### Vocali
Nella lingua sildava vi sono 11 vocali: a, ä, e, i, o, ö, ô, u, ü, û e y.
|                 | Anteriori   | Anteriori | Posteriori |
| non arrotondate | arrotondate |           | Posteriori |
| --------------- | ----------- | --------- | ---------- |
| Chiuse          | i           | y         | u          |
| Quasi chiuse    | ɪ           |           | ʊ          |
| Semichiuse      | e           | ø         | o          |
| Semiaperte      | æ~ɛ         |           | ɔ          |
| Quasi aperte    | æ~ɛ         |           |            |
| Aperte          | a           |           |            |

### Consonanti
La lingua sildava possiede 23 consonanti: b, cz, d,dj, f, g, gh, h, j, k, l, m, n, p, r, rz, s, sz, t, tz, v, w, z e zs. Esse derivano principalmente dall'olandese, sebbene rz indichi una consonante vibrante fricativa alveolare sonora, presente nella lingua ceca. Inoltre r può avere valore sonorante e perciò riveste il ruolo di vocale nelle sillabe formate solo da consonanti (per esempio, Dbrnouk).
|               | Bilabiali | Labiodentali | Alveolari | Postalveolari | Palatali | Velari | Glottali |
| ------------- | --------- | ------------ | --------- | ------------- | -------- | ------ | -------- |
| Nasali        | m         |              | n         |               |          |        |          |
| Occlusive     | p b       |              | t d       |               |          | k g    |          |
| Fricative     | β         | f v          | s z       | ʃ ʒ           |          | x ɣ    | h        |
| Affricate     |           |              | t͡s d͡z     | t͡ʃ d͡ʒ         |          |        |          |
| Vibranti      |           |              | r r̝       |               |          |        |          |
| Approssimanti |           |              | l         |               | j        |        |          |

### Enfasi
Le poche tracce di un'accentazione nei testi si possono trovare in parole come zrälùkz (dove l'accento grave pare indichi un accento intensivo). Per il resto può essere ricostruita grazie ai confronti con altre lingue.

## Morfologia
Il sildavo possiede tre generi (maschile, femminile, neutro) e due numeri (singolare e plurale).

### Articolo
Nel sildavo vi sono sia articoli determinativi sia indeterminativi:

#### Articolo determinativo
L'articolo determinativo è l'unica parte del discorso sildava a essere declinata, in base alla funzione logica della frase, in quattro casi: nominativo, genitivo, accusativo e dativo. Rispetto al protoindoeuropeo conserva solo due generi: comune (maschile e femminile) e neutro. Come già detto, rispetto agli articoli determinativi presenti nel tedesco si può notare la caduta del suffisso -r e la palatizzazione di d davanti a e e œ (che ha portato alla seguente evoluzione di pronuncia: /de → dʲe → dze/) e il mutamento di -s in -scz (/s → ʃtʃ/). L'articolo determinativo viene unito come prefisso del sostantivo o aggettivo sostantivato al quale è legato se termina in vocale (es: dzoeteujh: «le porte»):
|            | Com.  | Neut. | Plurale |
| ---------- | ----- | ----- | ------- |
| Nominativo | dze   | dascz | dzoe    |
| Accusativo | dzem  | dascz | dzoe    |
| Dativo     | dze   | dza   | dzem    |
| Genitivo   | doscz | doscz | doscz   |

#### Articolo indeterminativo
L'articolo indeterminativo è indeclinabile e si presenta come on (al singolare) e onegh (al plurale).

### Nomi

#### Plurale
- I sostantivi nativi hanno il plurale in -en (fläszen: «bottiglie»).
- I sostantivi stranieri hanno il plurale in -es (zigarettes: «sigarette»).

### Aggettivi
Solitamente l'aggettivo precede il nome al quale è legato (forwotzen zona: «zona proibita») e spesso viene usato come avverbio.

### Pronomi

#### Pronomi personali
|             | Sogg. | C. ogg. | Poss. |
| ----------- | ----- | ------- | ----- |
| 1ª Sing.    | ek    | ma      | mejn  |
| 2ª Sing.    | dûs   | da      | dejn  |
| 3ª Sing. M. | eih   | itd     | yhzer |
| 3ª Sing. F. | zsoe  | irz     | yhzer |
| 3ª Sing. N. | itd   | ein     | zsejn |
| 1ª Plu.     | vei   | ohmz    | ohmz  |
| 2ª Plu.     | jei   | jou     | öhz   |
| 3ª Plu.     | zsoe  | khon    | khon  |

#### Pronomi dimostrativi
- Czei: questo.
- Tot: quello.

### Verbi
Il sildavo, come gran parte delle lingue germaniche, possiede due coniugazioni per i verbi: debole e forte. Le seconde persone singolari e plurali sono state ricostruite tramite il confronto con l'olandese e il tedesco.

#### Coniugazione debole
Löwn, /løvn̩/ (amare)
|          | Ind. Pres. | Ind. Pass. | Cong.   | Imper. | Part. Pres. | Part. Pass. |
| -------- | ---------- | ---------- | ------- | ------ | ----------- | ----------- |
| 1ª Sing. | löw        | löwda      | löwetz  | –      | löwendz     | löwen       |
| 2ª Sing. | löwszt     | löwdaszt   | löwetzt | löweh  | löwendz     | löwen       |
| 3ª Sing. | löwt       | löwda      | löwetz  | –      | löwendz     | löwen       |
| 1ª Plu.  | löwen      | löwenda    | löwendz | –      | löwendz     | löwen       |
| 2ª Plu.  | löwet      | löwdet     | löwetz  | löwet  | löwendz     | löwen       |
| 3ª Plu.  | löwen      | löwenda    | löwendz | –      | löwendz     | löwen       |

#### Coniugazione forte
Blavn, /ˈblaβn̩/ (stare)
|          | Ind. Pres. | Ind. Pass. | Cong.    | Imper. | Part. Pres. | Part. Pass. |
| -------- | ---------- | ---------- | -------- | ------ | ----------- | ----------- |
| 1ª Sing. | blav       | blev       | blavetz  | –      | blavendz    | bleven      |
| 2ª Sing. | blavszt    | blevszt    | blavetzt | blaveh | blavendz    | bleven      |
| 3ª Sing. | blavet     | blev       | blavetz  | –      | blavendz    | bleven      |
| 1ª Plu.  | blaven     | bleven     | blavendz | –      | blavendz    | bleven      |
| 2ª Plu.  | blavet     | blevet     | blavetz  | blavet | blavendz    | bleven      |
| 3ª Plu.  | blaven     | bleven     | blavendz | –      | blavendz    | bleven      |

#### Verbi irregolari
Zsoen, /ʒøn/ (essere)
|          | Ind. Pres. |
| -------- | ---------- |
| 1ª Sing. | ek         |
| 2ª Sing. | ez         |
| 3ª Sing. | eszt       |
| 1ª Plu.  | zsoen      |
| 2ª Plu.  | –          |
| 3ª Plu.  | zsoen      |

Heben, /ˈheben/ (avere)
|          | Ind. Pres. |
| -------- | ---------- |
| 1ª Sing. | –          |
| 2ª Sing. | –          |
| 3ª Sing. | het        |
| 1ª Plu.  | heben      |
| 2ª Plu.  | –          |
| 3ª Plu.  | heben      |

Va segnalata la presenza dei verbi irregolari werlagh («volere») e wertzragh («rallentare»), la cui declinazione è a noi ignota.

### Preposizioni
Le preposizioni sildave sono molto simili a quelle del tedesco e sono seguite, quando indicano un movimento, dall'articolo in forma accusativa, mentre negli altri casi dal dativo:
- ihn: nel.
- micz: con.
- noh:[N 3] a, verso.
- o: di, riguardo a.
- öpp: su, giù.
- vöh/vüh: per.

## Sintassi

### Ordine della frase
Solitamente il verbo segue l'oggetto. Unica eccezione è il verbo essere, che segue sempre il soggetto. Inoltre, per dire «questo è», si usa spesso czesztot (da czei eszt tot). Per esprimere la negazione si usa la particella nietz.
Come nella lingua tedesca, se vi è un verbo ausiliare, quest'ultimo si posiziona subito dopo il soggetto, mentre il verbo retto dall'ausiliare si posiziona alla fine della frase:

## Sistema di scrittura
In Syldavia, nel corso dei secoli, sono stati adoperati l'alfabeto latino (nel Medioevo) e l'alfabeto cirillico (nell'età moderna). La variante locale si distingue nettamente dal cirillico utilizzato dalle lingue slave, vista la presenza di svariati digrammi e il cambio di suono di molte lettere:
- я indica /æ ~ ɛ/ invece che /ja ~ ʲa/;
- щ indica /h/ invece che /ʃt͡ʃ ~ ʂt͡ʂ/;
- ë indica /ø/ invece che /jo ~ ʲo/;
- ю indica /β/ invece che /ju ~ ʲu/.

Da notare, inoltre, l'assenza di alcune lettere:
- ж (/ʒ/), sostituita da зс;
- ш (/ʃ/) sostituita da сз;
- ц (/ts/) sostituita da тз.

Il cambio di suono può spiegato dai fonemi del sildavo, che, essendo quelli di una lingua germanica, non possono essere rappresentati con il normale alfabeto cirillico (pensato in origine per le lingue slave); la presenza di molti digrammi, invece, può essere stata causata da una precedente adozione dell'alfabeto latino.
| Cirillico | Latino | IPA      |
| --------- | ------ | -------- |
| А а       | a      | /a/      |
| Б б       | b      | /b/      |
| В в       | w      | /v/      |
| Г г       | g      | /ɡ/      |
| Гз гз     | gh     | /ɣ/      |
| Д д       | d      | /d/      |
| Дз дз     | dz     | /dz/     |
| Дч дч     | dj     | /dʒ/     |
| Е е       | e      | /e/      |
| Ё ё       | ö, oe  | /ø/      |
| З з       | z      | /z/      |
| Зс зс     | zs     | /ʒ/      |
| И и       | i      | /i/      |
| Й й       | y, j   | /ɪ/, /j/ |
| К к       | k      | /k/      |
| Кз кз     | kz     | /ks/     |
| Л л       | l      | /l/      |
| М м       | m      | /m/      |
| Н н       | n      | /n/, /ŋ/ |
| О о       | o, ô   | /o/, /ɔ/ |
| П п       | p      | /p/      |
| Пз пз     | pz     | /ps/     |
| Р р       | r      | /r/      |
| Рз рз     | rz     | /r̝/      |
| С с       | s      | /s/      |
| Сз сз     | sz     | /ʃ/      |
| Сч сч     | scz    | /ʃtʃ~ʃʃ/ |
| Т т       | t      | /t/      |
| Тз тз     | tz     | /ts/     |
| У у       | u      | /u/      |
| Ў ў       | û      | /ʊ/      |
| Ф ф       | f      | /f/      |
| Х х       | kh     | /x/      |
| Ч ч       | cz     | /tʃ/     |
| Щ щ       | h      | /h/      |
| Ы ы       | ü      | /y/      |
| Ю ю       | v      | /β/      |
| Я я       | ä      | /æ~ɛ/    |

### Lettere dal suono ignoto
| Cirillico | Latino | Possibile suono |
| --------- | ------ | --------------- |
| А а/ Æ æ  | â      | /a~æ/           |
| Тчз тчз   | tchz   | /t͡ʃ~t͡ɕ/         |
| Еу еу     | eu     | /eu~ø/          |

## Classificazione
Il sildavo, in quanto lingua artificiale, non dovrebbe far parte di nessun gruppo linguistico; tuttavia, essendo dal punto di vista della morfologia, della sintassi e del vocabolario una lingua germanica occidentale (ramo delle lingue germaniche), la si può inserire in quel gruppo.

## Corpus di testi
Vi sono pochi testi e frasi in sildavo, per lo più scritti con l'alfabeto latino.

### Sildavo medievale
Nei fumetti vi sono solo due esempi di sildavo medievale: il motto della Syldavia e una pagina de Le nobili gesta di Ottokar IV.

#### «Eih bennek, eih blavek»
«Eih bennek, eih blavek» (anticamente «Eih bennec, eih blavec» /ˌei̯h benˈnek ˌei̯h blaˈβek/) è il motto della Syldavia dal XIV secolo. La traduzione italiana è Lo tocchi, ti scotti, mentre quella più letterale sarebbe Qui io sono, qui io resto. La frase può esser vista come una storpiatura di «Hier ben ik, hier blijf ik», che in olandese significa proprio Qui io sono, qui io resto. Inoltre, si può notare che:
- il pronome personale è unito al verbo (ben ek → bennek).
- Eihn è contratto in eih.

#### Le nobili gesta di Ottokar IV
Questo testo è presente in una pagina dell'opuscolo dato a Tintin durante il volo verso la Syldavia e ve ne sono due diverse versioni:

##### Versione del 1939
La prima versione del testo, scritto in un sildavo ancora non maturo, risale al 1939, anno della prima edizione de Lo scettro di Ottokar.
"Gnrufinz shakas turxz atre!"
"Comurr tur sblsalcomuder!". En nsocödrugt lapzszrazdzeu kzöenig u zgaf se nez clörp op de pi etendzantecz dazs bic oms car.»

##### Versione del 1947
Una seconda versione del testo è stata preparata per la seconda edizione de Lo scettro di Ottokar.

###### Versione in sildavo moderno
(Ammodernamento di Mark Rosenfelder)

### Sildavo moderno
- «Kzommet micz omhz, noh dascz gendarmaskaïa!» (/ˈksomet ˌmit͡ʃ ˈomhz, noh daʃt͡ʃ ɡendarˈmaskaja/): Vieni con noi in gendarmeria!
- «Szcht!»: Silenzio!
- «Amaïh!»: Salute!
- «Czesztot on klebcz»: Quello è un cane.
- «On fläsz Klowaswa vüh dzapeih! Eih döszt!»: Una bottiglia di acqua di Klow per il ragazzo! Ha sete!
- «Zsâlu endzoekhoszd...»: Ci vediamo dopo...
- «Rapp! Noh dzem bûthsz!»: Presto! Alla barca!

## Onomastica sildava
Nello Scettro di Ottokar viene illustrata l'etimologia di un nome sildavo: Muskar, cioè «re valoroso» (da muskh, «coraggio», e kar, «re»). Nei fumetti appaiono poi i seguenti nomi, principalmente di origine slava:
- Hveghi;
- Almazout;
- Ottokar;
- Wladimir;
- Czarlitz;
- Trovik.

## Vocaboli
Sono stati identificati 88 vocaboli sildavi:
- adwicza — n. notizia, avviso.
- alpû — avv. così, dunque, dopo.
- bätczer — avv. meglio.
- bick — n. malvagio, bestia.
- birûzn — n. barone.
- blavn (bleven) — v. (re) stare.
- bûthsz — n.n barca.
- czaïgan (czaïda) — v. dire.
- czei — pron, agg. questo.
- czeilla — pron. quello là.
- dan — avv. pertanto.
- daren — pron. there.
- döszt — n, agg. assetato.
- ebb — agg. aperto; ebb touhn verbal phrase aprire, far aprire.
- ek — pron. io.
- eih — pron. egli, arc qui.
- eihn — pron. qui.
- eltkar — pron. altro, l'altro.
- en — cong. e.
- endzoekhoszd — avv. più tardi.
- fällen — v. cadere.
- fläsz — n. bottiglia.
- forwitzen (forwotzen) — proibire, vietare.
- forwotzen — part. proibita.
- gendarmaskaïa — n. stazione di polizia, gendarmeria.
- ghounh — andare.
- güdd — agg. buono.
- Hält! — v. stop!
- heben — v avere.
- ihn — prep. in.
- kar — n. re.
- karrö — n. pavimento.
- khoujchz — n.f. macchina.
- klebcz — n. cane.
- kloho — n. conquista.
- klöppen — v. colpire.
- Klowaswa — agg. di Klow.
- komitzät — n. comitato.
- könikstz — n. re.
- kontrzoll — n. checkpoint, posto di blocco.
- Kursaal — n. sala concerti.
- kzou — n. mucca.
- kzömmen — v. venire.
- löwn — v. amare.
- lapzâda — n. scettro.
- mädjek — ragazza, fidanzata.
- micz — prep. con.
- -mo — particella appena, molto.
- muskh — n. vcoraggio.
- nietz — avv. non.
- noh — prep. a, verso.
- o — prep. riguardo, a.
- on — art. uno, una.
- onegh — art. alcuni.
- öpp — prep. su, giù.
- ow — n. cittadina.
- pakken — v. afferrare.
- peih — n. tizio, ragazzo.
- pir — n. padre.
- politzs — n. polizia.
- pollsz — agg. sbagliato, falso.
- rapp — agg. veloce, rapido.
- revolutzionär — agg. rivoluzionario.
- szcht — int. silenzio!
- szlaszeck — n. carne di cane.
- szprädj — n. vino rosso.
- szûbel — n. testa.
- teuïh — n. porta.
- touhn — v. fare.
- tot — pron. agg. quello.
- tronn — n. trono.
- vazs — pron. cosa (?)
- verkhwe — n. lavoro.
- vüh — prep. per.
- waghabontz — n. vagabondo.
- werkopen — v. vendere.
- werlagh — v. volere, desiderare.
- wertzragh — v. rallentare.
- zekrett — agg. segreto.
- zentral — agg. centrale.
- Zepo (Zekrett Politzs) — n. Polizia segreta.
- zigarettes — n.pl. sigarette.
- zona — n. zona.
- zrälùkzen — v. guardare, vedere.
- zrädjzen — v. guidare.
- zsálu — inter. salve, ciao.
- zsoen — v. essere.
- Zyldaw — agg. sildavo.